# Аламут

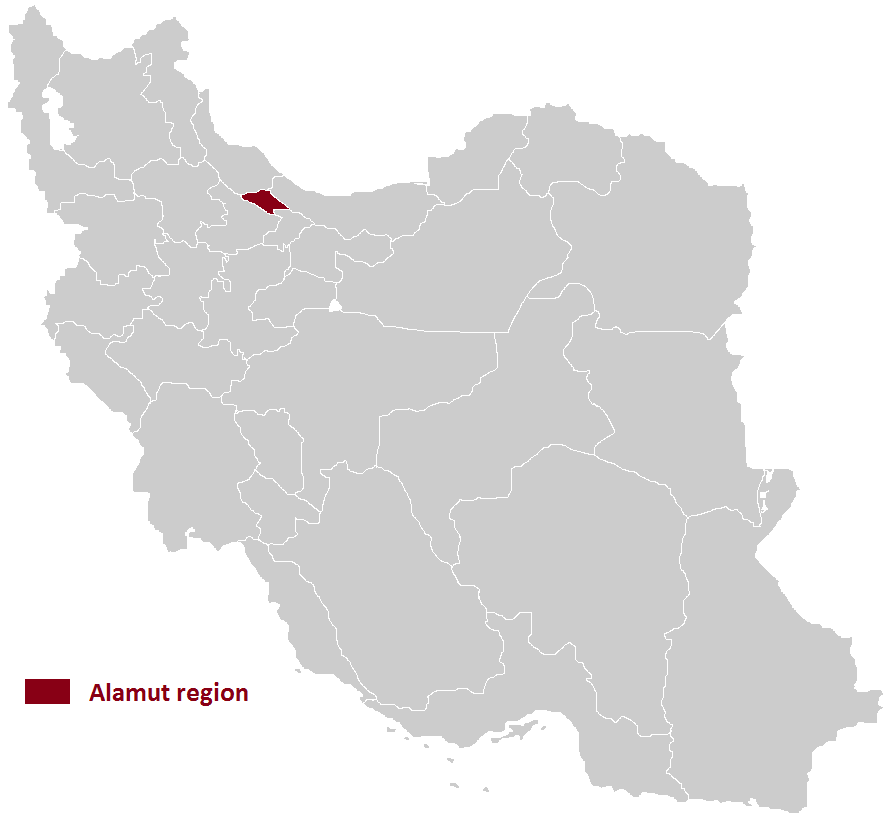
Аламут на мапі Ірану

36°26′41″ пн. ш. 50°35′11″ сх. д. / 36.44472° пн. ш. 50.58639° сх. д.
Аламут (від перс. الموت; Аламýт) — географічний край в Ірані, у західному краю Ельбурських гір, між сухою та неплідною рівниною Казвін на півдні та густо-лісовими похилами провінції Мазендеран на півночі. Від Казвіну починаються череди пагорбів, кривизн, що є головними формами ландшафту Аламуту.

## Історія
Два великі укріплення мусульманських ісмаїлітів: замки Ламбсар та Аламут знаходяться в цій місцевості. Всього відомо біля 20 замків ісмаїлітів.
Вождь ісмаїлітів Хасан ібн Саббах і його асасини приблизно 1090 року обрали цей край для свого головного осередку. Вони використовували край для проповіді й переміни світогляду нових послідовників протягом понад 2-х сторіч. У цей час 1090—1256 роках тут існувала ісмаїлітська держава Нізарі.